# Resultados do Carnaval de Porto Alegre em 1994
Resultados do Carnaval de Porto Alegre em 1994. O grupo principal foi vencido pela escola Estado Maior da Restinga que apresentou o enredo, África - 300 Anos de Zumbi dos Palmares.

## Grupo 1A
| Colocação | Escola                     | Nota      | Ref.  |
| --------- | -------------------------- | --------- | ----- |
| 1º        | Estado Maior da Restinga   |           | [ 1 ] |
| 2º        | Imperadores do Samba       |           | [ 1 ] |
| 3º        | Bambas da Orgia            |           | [ 1 ] |
| 4º        | União da Tinga             |           | [ 1 ] |
| 5º        | Filhos da Candinha         |           | [ 1 ] |
| 6º        | União da Vila do IAPI      |           | [ 1 ] |
| 7º        | Imperatriz Dona Leopoldina |           | [ 1 ] |
| 8º        | Academia de Samba Praiana  |           | [ 1 ] |
| 9º        | Império da Zona Norte      | Rebaixada | [ 1 ] |

## Grupo 1B
| Colocação | Escola                       | Nota      | Ref.  |
| --------- | ---------------------------- | --------- | ----- |
| 1º        | Acadêmicos da Orgia          | Promovida | [ 1 ] |
| 2º        | Estação Primeira da Figueira |           | [ 1 ] |
| 3º        | Academia Samba Puro          |           | [ 1 ] |

## Grupo III
| Colocação | Escola                        | Nota      | Ref.  |
| --------- | ----------------------------- | --------- | ----- |
| 1º        | Mocidade da Lomba do Pinheiro | Promovida | [ 1 ] |
| 2º        | Unidos do Guajuviras          |           | [ 1 ] |
| 3º        | Copacabana                    |           | [ 1 ] |
| 4º        | Acadêmicos de Gravataí        |           | [ 1 ] |

## Tribos
| Colocação | Tribo        | Ref.  |
| --------- | ------------ | ----- |
| 1º        | Os Tapuias   | [ 1 ] |
| 2º        | Os Comanches | [ 1 ] |
| 3º        | Guaianazes   | [ 1 ] |